# Poreuomena africana
Poreuomena africana är en insektsart som beskrevs av Brunner von Wattenwyl 1878. Poreuomena africana ingår i släktet Poreuomena och familjen vårtbitare. Inga underarter finns listade i Catalogue of Life.